# Horch 901
Horch 901 — среднеразмерный внедорожный автомобиль, применявшийся вермахтом в годы Второй мировой войны. Разработан заводом Horch в городе Цвиккау в 1935—1936 годах по заданию управления вооружений сухопутных сил. Обладал независимой подвеской и полным приводом.

## История
Моторизация рейхсвера и вермахта изначально проводилась закупками гражданского транспорта, адаптированного к использованию армейскими частями. В 1933 году была проведена классификация автотранспорта, разделяющая его на три основные категории: легковые (объём двигателя до 1,5 л), средние (объём двигателя от 1,5 до 3 л) и тяжёлые (объём двигателя от 3 л). В 1934 году было принято решение о замене автомобилей данных классов на специально разработанные для армии автотранспортные средства.
Во время перевооружения вермахта в 1935 году основной упор был сделан на оснащение моторизованных частей новыми автомобилями. С приходом нацисткой партии к власти в 1934 году объём средств, выделяемых на моторизацию, увеличился. В том же году стартовала программа разработки стандартного шасси для армейских подразделений. Целью программы были достижение максимально возможной проходимости, широкая унификация и стандартизация автомобильных компонентов, а также применение новых технологий в области автомобилестроения, чтобы обеспечить длительное производство транспортных средств без глобальных изменений в конструкции.

## Производство
В период с 1937 по 1943 год компания Horch поставила в вооружённые силы нацистской германии 14 911 автомобилей, оснащённых двумя разными двигателями: Ранняя модель была оснащена V-образным двигателем Horch с мощностью 80 л. с. и рабочим объёмом 3,5 л от гражданского автомобиля Horch 830, а более поздняя версия автомобиля — V-образным двигателем Horch мощностью 90 л. с. и рабочим объёмом 3,8 л.
За тот же период заводы компании Wanderer выпустили около 16 000 автомобилей с двигателями Horch V8 и с шестицилиндровом рядным двигателем фирмы Opel мощностью 75 л. с.
Завод компании Opel в период с 1938 по 1943 год произвёл по лицензии не менее 3 860 автомобилей с шестицилиндровыми двигателями Opel. Данные автомобили получили обозначение Opel Type mPl.

## Описание

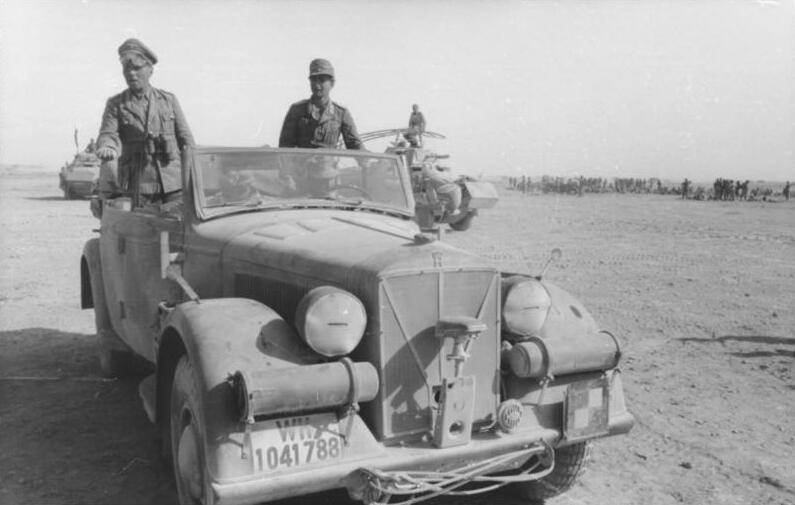
Фельдмаршал Роммель и водитель Хельмут фон Лейпциг на Horch 901

Первые автомобили Horch 901 (производства 1937 года) отличались от моделей более позднего выпуска более длинными крыльями, а также отсутствием бампера и ящиков для хранения противоскользящих цепей, появившихся позже. Одним из технических решений для большей проходимости у первых версии стали два вращающихся запасных колеса, которые использовали в качестве опорных, установленных в центре кузова с каждой стороны. Для использования опорных колёс требовалась дополнительная, параллельная раме ось, которая уменьшала доступное пространство в автомобиле.
Водитель и передний пассажир имели отдельные сидения, а сзади располагалась узкая скамья на 2-3 человека. Стандартная версия имела крытый брезентовый верх, который можно было откинуть назад, и подъёмные окна.
В 1940 году дополнительная ось была убрана, а кузов расширен. Внутреннее пространство расширилось. Кроме того, запасное колесо стало располагаться с правой стороны.